# 噬血代碼
《噬血代碼》是由日本萬代南夢宮娛樂於2019年發售的動作角色扮演遊戲。
2017年的臺灣漫畫博覽會展覽會場上，宣布會發售正體中文版。

## 外部連結
- CODE VEIN 公式サイト
- 公式ブログ（页面存档备份，存于）
- 公式アカウント的X（前Twitter）